# المعاليف (السبرة)

تعديل مصدري - تعديل

المعاليف محلة تابعة لقرية الحقل، التابعة لعزلة بلادالجماعي بمديرية السبرة إحدى مديريات محافظة إب في الجمهورية اليمنية.، بلغ تعداد سكانها 146 حسب تعداد اليمن لعام 2004.